# Eduard Nécsey

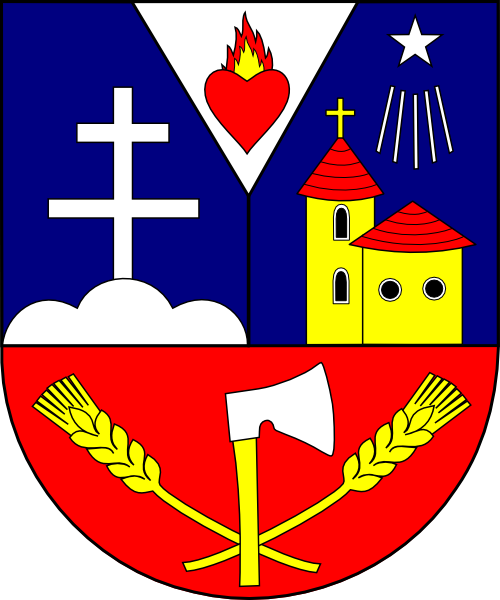
Biskupský erbovní štít Eduarda Nécseye

Eduard Nécsey (9. února 1892, Oslany – 19. června 1968, Nitra) byl slovenský církevní hodnostář, nitranský sídelní biskup a titulární arcibiskup.

## Činnost
Kněžské svěcení přijal v roce 1915. Byl poté mj. spirituálem a profesorem v kněžském semináři v Nitře, působil také jako tajemník arcibiskupa Kmeťka a ředitel biskupského úřadu v Nitře. Pracoval také na církevním soudě. Pomocným nitranským biskupem byl jmenován v roce 1943. Apoštolským administrátorem nitranské diecéze se stal po smrti svého předchůdce biskupa Kmeťka, v roce 1949. Snažil se cestou vyjednávání se státními orgány zachránit dosavadní práva katolické církve. Byl izolovaný v domácím vězení, sledovaný státním zmocněncem, který mu kontroloval poštu, v jeho pracovně bylo nalezeno odposlouchávací zařízení.
Při pouti k Matce Boží v neděli 19. srpna 1951 v Nitře na Kalvárii poutníkům oznámil „radostnou církevní událost, že totiž dne 1. listopadu 1950 bylo církví slavnostně a oficiálně vyhlášeno dogma, že Panna Maria byla po smrti slavnostně i s tělem vzata do nebe“.
Zúčastnil se, jako jeden z mála československých biskupů, části jednání Druhého vatikánského koncilu.